# Eufrat Mai
Eufrat Mai, née Jana Potysová le 4 juillet 1985 à Liberec en Tchécoslovaquie, est une actrice pornographique tchèque. Elle est principalement connue sous le nom d'Eufrat.

## Biographie
Eufrat se lance dans l'industrie pornographique en 2005 en répondant à une annonce dans un journal.
Elle gagne de nombreuses distinctions au fil de sa carrière de la part de sociétés majeures telles que Evil Angel, Girlfriends Films, Marc Dorcel Productions, New Sensations et Private. Elle ne tourne presque que des scènes lesbiennes ou solos. Elle débute également dans une nouvelle série, Fashion House en 2010. Elle a aussi fait sa scolarité en France et parle très bien la langue.

## Récompenses et distinctions
- 2008 : AVN Award Nomination, catégorie Female Foreign Performer of the Year[4]

## Filmographie sélective
- 2005 : Big Natural Tits 13
- 2006 : Teenyrama 1
- 2007 : Tales of the Clit
- 2007 : Fetish Lesbos 3
- 2008 : Lesbian Fuck Fest 1
- 2008 : No Boyz Just Toyz
- 2009 : Playtime Nudes: Eufrat May Jerk Off Encouragement
- 2009 : Eufrat May Jerk Off Encouragement: Pantyhose
- 2010 : All Venus No Penis 1
- 2010 : Top Wet Girls 7
- 2011 : Fashion House 1
- 2011 : Orgy : The XXX championship
- 2012 : Molly's Life 17
- 2012 : Me and My Girlfriend 3
- 2013 : We Live Together 25
- 2013 : We Live Together 30
- 2014 : Licking For Treasures
- 2014 : Eufrat: The Two of Us